# 1361.
◄ | 13. stoljeće | 14. stoljeće | 15. stoljeće | ►
◄ | 1330-ih | 1340-ih | 1350-ih | 1360-ih | 1370-ih | 1380-ih | 1390-ih | ►
◄◄ | ◄ | 1358. | 1359. | 1360. | 1361. | 1362. | 1363. | 1364. | ► | ►►
Arhitektura • Astronomija • Glazba • Knjige • Književnost • Kršćanstvo • Medicina • Pravo • Promet • Slikarstvo • Znanost

## Smrti
- Juraj I. Zrinski, hrvatski velikaš iz roda Šubića Bribirskih i rodonačelnik obitelji knezova Zrinskih

## Vanjske poveznice
|  | Zajednički poslužitelj ima još gradiva o temi 1361. |